# Sions Sånger (1981)
Sions sånger är en laestadiansk sångbok, utgiven 1981.

## Jul
```
1 
Barn av nåden här på jorden
 ((Okänd översättare)).
2 
Ett barn är fött på denna dag
  ((Övers. Samuel Ödmann))
3 
Fridfullt i drömmar

4 
Fröjdens, vart sinne
 ((Förf. Nils Frykman))
5 Hur skall du honom finna
6 
Kommen till krubban

7 
När juldagsmorgon glimmar
 ((Förf. Betty Ehrenborg))
8 
Välkommen åter sköna tid
```

## Nyår
```
9 
De fly, våra år
 ((Förf. Lina Sandell))
10 
Fåfängt söker jag uti mitt hjärta
```

## Från Getsemane till Golgata
```
11 
Brist ut i tåreflod

12 
Böjd under korset
 ((Förf. Joël Blomqvist))
13 
Den stunden i Getsemane

14 
Det finns en härlig viloplats

15 
Från örtagården leder
 ((Förf. Carl Gotthard Liander))
16 
Får på ditt dyra huvud

17 
Försonare, som färgar röd

18 
Höj dig du moln
 av ((Övers. Elis Sjövall))
19 
Jag göt mitt blod för dig

20 
Jag skådar upp mot Golgata

21 
Jesus för världen, givit sitt liv
 ((Förf. Lina Sandell))
22 
Lär du, Jesus, oss nu alla

23 
Med sitt blod på långfredagen

24 
Nu törnekronan sårar

25 
O huru härlig fägring

26 
Vid foten av ditt kors
```

## Påsk
```
27 
I tron jag ser din pina

28 
På sabbatens afton

29 
Påskens stora högtid

30 
Tätt vid korset, Jesus kär
```

## Pingst
```
31 
När vinden blåser fritt
```

## Herrens andra ankomst
```
32 
Han kommer genast, Jesus

33 
Han kommer, vår Jesus, välsignade tröst!

34 
Nattens skuggor sakta vika

35 
När han kommer, när han kommer

36 
När kallelseklockan vår slutligen slår

37 
O bröder, systrar

38 
Snart kommer vännen kära
```

## Guds ord
```
39 
Det är ett fast ord

40 
För Herrens ord vi ej må skämmas

41 
Här samlas vi omkring ditt ord

42 
Jesus, öppna du vårt öra

43 
Sabbatsdag, hur skön du är
```

## Församlingen
```
44 
Aldrig skola Herrens vänner skiljas

45 
Bröder och systrar, och himmelens vänner

46 
Den port är trång och smal den stig

47 
Det finns så många, många väckta själar
 (Text:
Elis Sjövall
. Melodi: 
Ira D. Sankey
.)
48 
Det var nittionio gömda väl

49 
Du lilla skara

50 
Faren väl, I vänner kära

51 
Förrän vår sammankomst är slut

52 
Gud är med er tills vi möts igen

53 
I Jesu bröder, systrar här

54 
Ljuvt är det bandet

55 
Lys du morgonstjärna klara

56 
Nu uppbrottsstunden kommit

57 
O att den elden redan brunne

58 
O hur saligt att få vandra

59 
O, hur saligt det är att få vandra

60 
På Sions berg har Herren Gud

61 
Syskon vi äro här i främmande land
```

## Nådekallelsen
```
62 
Den store läkaren är här

63 
Du som funnit Jesus

64 
Har du mod att följa Jesus

65 
I den sena midnattsstunden

66 
I Jesu namn, där är min frälsning

67 
I Lammets död och smärta

68 
I tro under himmelens skyar

69 
Jag har kommit hem

70 
Jag hör en ropandes röst i öknen

71 
Jag irrade länge än hit och än dit

72 
Johannes sade: "se Guds Lamm"

73 
Kom till Jesus idag

74 
Nu är jag frälst från synd och sorg och döden

75 
O, öppna ditt hjärta för Herren

76 
Skynda till Jesus, Frälsaren kär

77 
Så fjärran, så djupt finnes ingen

78 
Till Fadern vår som högt i himlen bor

79 
Varför bygger du Noa en båt

80 
Vem klappar så sakta

81 
Våga dig
```

## Guds nåd i Kristus
```
82 
Ack Jesus, du min herde god

83 
Ack, vilken rikedom och tröst

84 
Av hjärtans grund jag åstundar

85 
Bröder, låt oss fröjdas här

86 
Den som på färden genom livet

87 
Det finns en port, som öppen står

88 
Det är mitt hjärtas tro

89 
Det är så gott att om Jesus sjunga

90 
Du som av kärlek varm

91 
Du ömma fadershjärta

92 
En blodröd källa vällde fram

93 
Emedan blodet räcker till

94 
Giv mig den frid, som du, o Jesus, giver

95 
Herren Jesus det dyraste är

96 
Herrens nåd är var morgon ny

97 
Här en källa rinner

98 
I den stilla aftonstund

99 
I livets svåra strider

100 
Invid Jesu hjärta

101 
Jag nu den pärlan funnit har

102 
Jag vet var jag min styrka har

103 
Jesus, du som dött för mig

104 
Klippa, du som brast för mig

105 
Kom, huldaste förbarmare

106 
Låt mig få höra om Jesus

107 
Låtom oss sjunga, sjunga om

108 
Mina synder nu Gud har förlåtit

109 
Min syndaskuld med all dess dom

110 
Min vän är min, och jag är hans

111 
När jag i tron min Jesus ser

112 
O Jesus Kristus, du Guds offerlamm

113 
Om jag ägde allt, men icke Jesus

114 
O syndaförlåtelse, dyrbara skatt

115 
Se, när Herren är dig nära

116 
Skulden är gäldad

117 
Så glad jag sjunger dagen lång

118 
Så älskade Gud världen all

119 
Väldig är Guds nåd

120 
Är det sant att Jesus är min broder

121 
Öppet står Jesu förbarmande hjärta
```

## Kristlig vandel
```
122 
En kristen utan kors

123 
En liten stund med Jesus

124 
Fattig men dock rik

125 
Från vaggan till graven

126 
Genom lidande till seger

127 
Hav trones lampa färdig

128 
Hela vägen går han med mig

129 
Helige Fader, böj ditt öra neder

130 
Herre, jag beder

131 
Herre, mitt hjärta längtar

132 
Här, Guds barn, går ofta du

133 
Här så ofta under ökenvandrandet

134 
Hör på du arma vandringsman

135 
Hör på, du barn av Eva

136 
In under din Ande som signar

137 
Jag arma barn, som litet har erfarit

138 
Jag behöver dig, o Jesus
[
särskiljning
 
behövs
]

139 
Jag har en Jesus som i allt

140 
Jag har inga sorger i världen

141 
Jag slipper i främmande landet mer vara

142 
Jag står på bruderätten min

143 
Jag vet en källa som mäktar giva

144 
Jesus, Jesus, han allena

145 
Jesus, lyssna nu till bönen

146 
Ljus efter mörker

147 
Låt mig börja med dig

148 
Medan jag ilar hemåt, jag vilar

149 
När Frälsaren Jesus på jorden gick kring

150 
När Jesus i hjärtat jag äger

151 
Närmare, o Jesus Krist, till dig

152 
O du kära Guds barn

153 
O Jesus, du fröjdar mitt hjärta

154 
O Jesus, du min glädje är

155 
O Jesus, öppna du mitt öga

156 
Om dagen vid mitt arbete

157 
Se fågeln, som sitter på gungande gren
 
158 
Så mörk är ej natt

159 
Säg, varföre sörja

160 
Tag den hyllning vi giva i dag

161 
Tag det namnet Jesus med dig

162 
Tag, Herre, mina händer

163 
Tiden försvinner i hast, som en dröm

164 
Under hans vingar

165 
Vadhelst här i världen

166 
Vad heter skeppet

167 
Var jag går

168 
Vid de älvar i Babel satt

169 
Vi tågar nu till Herrens nattvardsbord

170 
Vi vandrar till ett bättre land
```

## Tack och Lov
```
171 
Alltid salig om ej alltid glad

172 
Dig, min Gud, jag tackar, prisar

173 
En Gud vi hava

174 
Framåt jag går i hoppet glad

175 
Fri från synden

176 
Gud som himlen danat

177 
Tack, Jesus, ja tack för det ord vi har fått

178 
Hosianna, Davids Son

179 
Hur ljuvligt klingar Jesu namn

180 
I kristna mänskor alla

181 
Jag är så glad när Gud är min Fader

182 
Jag är så glad, så hjärtligt nöjd

183 
Jesusnamnet dyrast är

184 
Jubla min tunga, upp att lovsjunga Jesus

185 
Kom, låtom oss på jorden

186 
Lova Herren, min själ

187 
Med Gud och hans vänskap

188 
Min enda fromhet inför Gud

189 
Min sång skall bli om Jesus

190 
Mitt hjärta ständigt sjunger

191 
Nu bort med allt som ängslar

192 
Nu är jag nöjd och glader

193 
O, att jag kunde min Jesus prisa

194 
O Frälsare kär, min egen du är

195 
O fröjden er därav, I Jesu vänner

196 
O Gud, min Gud, vad jag är glad

197 
O Jesus, ditt namn är ett fäste i nöden

198 
Om dig, om dig, o Jesus, vill jag sjunga

199 
O store Gud

200 
O vad sällhet det är

201 
Salig för intet

202 
Sjunga om min Jesus

203 
Sjung, du arme ökenvandrare

204 
Tacken Herren ty hans godhet
```

## Längtan till hemlandet
```
205 
Ack saliga hem hos vår Gud

206 
Ack sälla stund jag efterlängtar

207 
Aftonfriden i mitt hjärta

208 
Det finns ett hem dit stormens brus

209 
Det finns ett hem, där evig sång

210 
Då ett härligt hem i himmelen

211 
Ej bo vi här

212 
Ej jorden har den ro jag söker

213 
Ej trivs jag uppå jorden

214 
En morgon utan synd jag vakna får

215 
Från härliga höjder dit Anden

216 
Från jordens mörker

217 
Han gav sin ande som skapade allt

218 
Hem jag längtar

219 
Hemma, hemma får vi vila

220 
Herre, fördölj ej ditt ansikte

221 
Hos Gud är idel glädje

222 
I salighetens boning

223 
Jag längtar till himlen

224 
Jag tänkt mången gång

225 
Jag är en gäst och främling

226 
Jag är en gäst på jorden

227 
Jag är en pilgrim här

228 
Jag är främling

229 
Lyft dig min ande

230 
Min framtidsdag är ljus och lång

231 
Mitt hjärtas längtan mången gång

232 
Himlen är mitt rätta hemland

233 
När skall väl morgonstjärnan gå

234 
O, hur glatt jag framåt ilar

235 
O, jag vet en gång

236 
O, jag vet ett land, där Herren Gud

237 
O Jesus kär, när vill du hämta mig

238 
O vad sällhet då skall bliva

239 
Snart rinner upp i öster

240 
Till det härliga land ovan skyn

241 
Till det höga ser mitt öga

242 
Tänk, när en gång

243 
Vandringsmannen ständigt längtar

244 
Vi hasta till vägs

245 
Än en stund vi nu blott dröjer
```

## Det eviga livet
```
246 
Den himmelska lovsång

247 
Den Sonen haver

248 
En gång när min tid är liden

249 
Ett hem i himlen åt mig skapat är

250 
Här enas alla vägar

251 
Lycklig du, som ren fått lämna

252 
När jag fått klädning, skor och ring

253 
Om hemmet en sång vill jag sjunga

254 
O, tänk en gång när alla fram skall ställas

255 
O, tänk en gång när även jag skall skina

256 
O, tänk när livets dag förrunnit

257 
O vad salighet stor

258 
På Sions berg där står ett slaktat Lamm

259 
På sälla himlastranden

260 
Skall vi alla en gång mötas

261 
Slumra ljuvt i jordens sköte

262 
Snart uti mörka graven

263 
Vi få mötas i Eden en gång
```

## Hem och fosterland
```
264 
Hur fattigt hemmet vara må
```

## Barn
```
265 
De späda plantor små

266 
Det blir något i himlen

267 
Där uppe ingen död skall vara

268 
Ett barn vandrar fram genom vildmarkens snår

269 
Har du kvar din barnatro

270 
I en djup, oändlig skog

271 
Jag är ej mer min egen

272 
Jesus kär, var mig när
```

## Ungdom
```
273 
Härliga lott att i ungdomens dagar

274 
I blomman av din ungdomstid

275 
I ungdomens rosiga, leende vår

276 
Jesus, kom att ditt folk välsigna

277 
Kan du giva ditt hjärta för tidigt åt Gud

278 
Kom till Jesus så kär

279 
O, hur lycklig den kan vara

280 
Ungdom i världen
```

## Morgon och afton
```
281 
Afton nu kommit, Fader vår

282 
Bliv kvar hos mig
  av 
Otto Witt

283 
Kom du med mig min Herre Jesus

284 
Snart min aftonklocka slår

285 
Kommen nu vilans timme är
```

### Fotnoter
1. ↑  ”Sions sånger” (på engelska). Worldcat. 11 mars 1981. https://www.worldcat.org/title/sions-sanger/oclc/57880210&referer=brief_results. Läst 18 oktober 2017.